# Májzsugor
A májzsugor, cirrózis (cirrhosis hepatis) krónikus/idült májbetegség következménye, melyet az jellemez, hogy a májszövetben fibrózis következik be, azaz a májszövetet fokozódó mértékben  hegszövet váltja fel, ugyanakkor gumószerű dudorok jelentkeznek a májon, ami abból adódik, hogy a károsodott májszövet próbál regenerálódni, ezért helyi májszövetszaporulatok képződnek), de ezek az elváltozások végső soron a májműködés fokozatos romlásához, végül megszűnéséhez vezetnek (májelégtelenség).

## Okai
A cirrózist leginkább az alkoholizmus, a hepatitis B és a hepatitis C vírusok által kiváltott májgyulladás és a nem alkoholos zsírmáj okozza. Több más ok is lehetséges, például a Fontan típusú keringés előbb-utóbb cirrózishoz vezet. Egyes esetek idiopathikusak (azaz okuk nem ismert). 

## Tünetei
A májcirrózist azért nevezik az egyik legalattomosabb megbetegedésnek, mert a korai stádiumokban, amikor még a betegség visszafordítható lenne, többnyire semmilyen tünetet nem okoz. Általában az észlelhető panaszok csak akkor jelentkeznek, ha már a betegség, a májcirrózis előrehaladott fázisában tart. A kezdeti tünetek azonban nem jellegzetesek, ugyanis más betegségekben előforduló tünetekkel gyakran összekeverhetők.
A májcirrózis tünetei lehetnek:
- émelygés, hányinger
- rossz közérzet
- étvágytalanság
- fogyás
- puffadás
- éjszakai izzadás.

A már előrehaladott májcirrózist kísérő tünetek: a bőrelváltozás, sárgaság, viszketés vagy a fehérjeháztartás zavara miatt megnőtt a hasüregi (ascites) folyadék. Ezek alapján a májcirrózis diagnózisa már nagy biztonsággal felállítható, a stádiumbeosztás meghatározható.
Ezen kívül szintén a májcirrózis jellemző tünetei a csillag alakú értágulatok a bőrön, talpon, tenyereken megjelenő bőrpír, férfiak esetében szőrzetvesztés, heresorvadás, emlőmirigy-szaporulat. Májcirrózis esetén a laboratórium vizsgálatok hasonló eltéréseket mutatnak, mint májgyulladás esetén. Sajnos a nem túl jellegzetes tünetek miatt gyakran csak májcirrózis stádiumban sikerül diagnosztizálni a betegséget, ami miatt a beteg túlélési esélye nagymértékben csökken.

## Szövődmények

### Ascites (hasvízkor)
A hasvízkór ascites (azaz folyadék felszaporodása a hasüregben) a cirrózis legáltalánosabb szövődménye, rontja az életminőséget, növeli a fertőzés veszélyét, és kimenetele hosszú távon meglehetősen kedvezőtlen. A hasüregben kóros mennyiségben felhalmozódó, különböző eredetű folyadék megnevezése. Mindkét nemben, bármely életkorban előfordulhat. Normál esetben a peritoneális térben mindössze 50-75ml folyadék található. Az ascites lehet átlátszó, tiszta, chylosus, véres. Lehet transsudatum (fehérje tartalom <25g/l) vagy exsudatum (fehérje tartalom ˃30g/l).
Az ascites mennyiségétől függően okozhat panaszokat, vagy maradhat tünetmentes. A hasat elődomboríthatja, hasfeszülést, étvágytalanságot, teltségérzést okozhat, a kiváltó ok, betegség okozta panaszokon túl. A hasfal kifeszül, a bőr elvékonyodik, a köldök elsimul, vagy kidomborodik. A hosszabb ideje fennálló és jelentősebb mennyiségű ascites esetén gyakran jelentkezik hasfali sérv, főleg a természetes predilekciós helyeken, illetve a korábbi hasi műtétek helyén.
A klinikai tüneteket az alapbetegség tünetei színesíthetik. Cirrhosis jellemzője lehet a gynecomastia, csillagnaevusok, erythema palmare és egyéb stigmák. Malignus betegséget kísérhet a jelentős fogyás, icterus vagy akár láz. Kialakulhat továbbá veseelégtelenség (hepatorenalis szindróma), hepatopulmonalis szindróma, mellűri folyadék, nehézlégzéssel. Ha az addig egyensúlyban lévő asciteses májcirrhosisos beteg állapota rosszabbodik, hypotoniás, lázas, oliguriás lesz, vagy encephalopathiás tünetek jelentkeznek, akkor gondolni kell a spontán bakteriális peritonitis lehetőségére.  A folyadékgyülem tünetei sorozatos kórházi lecsapolással vagy tartós katéter beültetésével enyhíthetők. 

### Egyéb szövődmények
A többi életveszélyes szövődmény közé tartozik a hepaticus encephalopathia (tudatzavar, kóma) és vérzés a nyelőcső vénatágulataiból, mely rendszerint életet veszélyeztető állapotot jelent. A májzsugor általában irreverzibilis kórkép, a kezelés a progresszió lassítását és a szövődmények megelőzését célozza. A májcirrózis előrehaladott stádiumaiban az egyedüli lehetőség a májátültetés.
A májcirrózis Magyarországon a harmadik leggyakoribb halálok, a keringési rendszer betegségei és a rosszindulatú daganatok mögött. A statisztikák szerint évente körülbelül 12 000 ember hal meg valamilyen májbetegség és májcirrózis következményeként.